# Знам'янка (Житомирський район)
Зна́м'янка — село в Україні, у Хорошівській селищній територіальній громаді Житомирського району Житомирської області. Населення становить 190 осіб (2001).

## Населення
За даними перепису 2001 року населення села становило 190 осіб, з них усі 100 % зазначили рідною українську мову.

## Історія
У 1932–1933 роках село постраждало від Голодомору. За свідченнями очевидців, кількість померлих склала щонайменше 52 особи, імена яких встановлено.
До 3 серпня 2016 року село входило до складу Рижанської сільської ради Хорошівського району Житомирської області.